# Cauchari
Cauchari est un village argentin, situé dans la province de Jujuy, département de Susques. On y trouve le parc solaire de Cauchari (Parque Solar Cauchari), l'un des plus grands du genre en Amérique du Sud produisant 300 MW.

## Localité
Ses ruines sont situées au bord du salar de Cauchari, à la frontière avec la province de Jujuy, à 70 km de San Antonio de los Cobres sur la route nationale 51, et constituent un passage obligé pour le Paso de Sico.